# Шампањ ле Маре
Шампањ ле Маре (фр. Champagné-les-Marais) насеље је и општина у западној Француској у региону Лоара, у департману Вандеја која припада префектури Фонтне ле Конте.
По подацима из 2011. године у општини је живело 1737 становника, а густина насељености је износила 34,87 становника/km². Општина се простире на површини од 49,82 km². Налази се на средњој надморској висини од 2 метра (максималној 6 m, а минималној 0 m).

## Демографија
| 1962. | 1968. | 1975. | 1982. | 1990. | 1999. | 2011. |
| ----- | ----- | ----- | ----- | ----- | ----- | ----- |
| 1.112 | 1.146 | 1.020 | 1.188 | 1.257 | 1.327 | 1.737 |

График промене броја становника у току последњих година